# Bill White (aktivist)
William Alexander White, född 29 maj 1977, är ledare för det amerikanska nazistpartiet "American National Socialist Workers' Party". White har sedan 1990-talet tidvis omnämnts i olika amerikanska tidningar, däribland  Washington Post och New York Times, vilka stundtals citerat honom gällande diverse olika brott och även andra ting.

## Uppväxt
White växte upp i Rockville, Maryland. Enligt en intervju publicerad i The Washington Times från 1999 började han dras mot anarkism efter att ha läst det kommunistiska manifestet vid 13 års ålder. I tonåren gick han på Walt Whitman High School i Bethesda, Maryland, vilket var en skola för "talangfulla studenter". Där blev han presenterad för olika politiska tänkare och ideologier, däribland Marx, Freud och situationisterna. Han grundade dessutom, under denna tid,  Utopian Anarchist Party (UAP)